# Elezioni presidenziali in Moldavia del 2016
Le elezioni presidenziali in Moldavia del 2016 si tennero il 30 ottobre (primo turno) e il 13 novembre (secondo turno) e videro la vittoria di Igor Dodon, leader del Partito dei Socialisti della Repubblica di Moldavia. Queste elezioni sono state le prime dal 1996 in cui il presidente è stato eletto direttamente dal popolo e non dal parlamento.
Al primo turno, Dodon ottenne il 47,98% dei voti contro il 38,71% di Maia Sandu, economista candidata del partito di centrodestra Azione e Solidarietà. Al ballottaggio Dodon si confermò vincitore con un margine però più ristretto (il 52,11% contro il 47,89%).

## Storia
Il 5 marzo 2016 la Corte Costituzionale della Moldavia aveva accolto il ricorso presentato da un gruppo di deputati del Partito Liberale Democratico di Moldavia con cui veniva denunciata l'illegittimità degli emendamenti, approvati nel 2000, che avevano assegnato al parlamento il potere di eleggere il capo dello Stato. Il 3 aprile 2016 il parlamento fissò così la data del primo turno delle presidenziali al 30 ottobre, stabilendo inoltre che il presidente uscente Nicolae Timofti, il cui mandato era scaduto il 23 marzo, mantenesse l'incarico ad interim fino all'entrata in carica del suo successore.

## Sistema elettorale
A seguito della decisione della Corte Costituzionale che ha annullato gli emendamenti del 2000 il presidente della Moldavia è eletto a suffragio universale diretto per un mandato di quattro anni ed è rieleggibile una sola volta. Per essere eletto un candidato deve ottenere la maggioranza assoluta dei voti, quindi, se nessun candidato la ottiene al primo turno si svolge un ballottaggio tra i due candidati più votati.

## Risultati
| Igor Dodon         | Partito dei Socialisti della Repubblica di Moldavia | 680 550   | 47,98 | 834 081   | 52,11 |  |  |  |
| Maia Sandu         | Partito di Azione e Solidarietà                     | 549 152   | 38,71 | 766 593   | 47,89 |  |  |  |
| Dumitru Ciubaşenco | Partito Nostro                                      | 85 466    | 6,03  |           |       |  |  |  |
| Iurie Leancǎ       | Partito Popolare Europeo di Moldavia                | 44 065    | 3,11  |           |       |  |  |  |
| Mihai Ghimpu       | Partito Liberale                                    | 25 490    | 1,80  |           |       |  |  |  |
| Valeriu Ghileţchi  | Indipendente                                        | 15 354    | 1,08  |           |       |  |  |  |
| Maia Laguta        | Indipendente                                        | 10 712    | 0,76  |           |       |  |  |  |
| Silvia Radu        | Indipendente                                        | 5 276     | 0,37  |           |       |  |  |  |
| Ana Guţu           | Partito "La Destra"                                 | 2 453     | 0,17  |           |       |  |  |  |
| Totale             | Totale                                              | 1 418 518 | 100   | 1 600 674 | 100   |  |  |  |
|                    |                                                     |           |       |           |       |  |  |  |
| Voti non validi    | Voti non validi                                     | 22 215    | 1,54  | 13 349    | 0,83  |  |  |  |
| Votanti            | Votanti                                             | 1 440 733 | 49,18 | 1 614 023 | 53,45 |  |  |  |
| Elettori           | Elettori                                            | 2 929 694 |       | 3 019 495 |       |  |  |  |